# Maria Messina

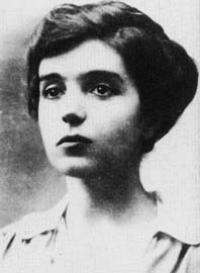
Maria Messina

Maria Messina (* 14. März 1887 in Palermo; † 19. Januar 1944 in Pistoia) war eine italienische Schriftstellerin aus Sizilien, die zwischen 1909 und 1928 Romane und Erzählungen veröffentlichte. Nach ihrem Tod geriet sie weitgehend in Vergessenheit. Seit den 1980er Jahren sind verschiedentlich Bemühungen zu verzeichnen, ihr Werk wieder bekannter zu machen und im Kanon der italienischen Literatur fest zu etablieren.

## Leben
Maria Messina wurde am 14. März 1887 als Tochter des Grundschullehrers Gaetano Messina und der Gaetana Valenza Traina, die aus verarmtem Adel stammte, in der sizilianischen Hauptstadt Palermo geboren. 1903, als sie 16 Jahre alt war, zog die Familie in das Städtchen Mistretta in der Provinz Messina.
1907, mit 20 Jahren, wurde bei ihr Multiple Sklerose diagnostiziert. Im selben Jahr begann sie zu schreiben und debütierte 1909 mit dem Erzählband Pettini-fini, der bei Sandron in Palermo erschien und sogleich das Wohlwollen des Granden der sizilianischen Literatur Giovanni Verga (1840–1922) erregte. Mit Verga führte sie in den Folgejahren eine rege Korrespondenz. 1911 folgte der zweite Erzählband Piccoli gorghi. 1912 nahm Messina an einem Literaturwettbewerb der Zeitschrift La Donna teil und gewann mit La Mèrica die Goldmedaille. 1918 erschien der dritte Erzählband Le briciole del destino mit einem Vorwort von Ada Negri (1870–1945), in dem diese die befreundete Messina liebevoll ihre „kleine Schwester“ nannte.
Nach dem Ersten Weltkrieg veröffentlichte Messina in rascher Folge die drei Romane Alla deriva (1920), Primavera senza sole („Frühling ohne Sonne“, 1920) und La casa nel vicolo („Das Haus in der Gasse“, 1921), 1923 folgte Un fiore che non fiorì („Eine Blüte, die nicht blühte“). Bis 1928 veröffentlichte sie insgesamt 8 Erzählbände, 6 Romane und 8 Kinderbücher. Ihr letztes zu Lebzeiten publiziertes Werk war der Roman L’amore negato (deutsche Übersetzung: „Jede Einsamkeit ist anders“) 1928.
Durch ihre Krankheit war Messina gezwungen, bei ihren Eltern in tiefer Einsamkeit, ganz in ihr Zimmer zurückgezogen zu leben. Sie heiratete nie. Ihr Vater wurde Schulinspektor und sie und die Mutter folgten ihm ab 1909 zunächst nach Umbrien, dann in die Marken und die Toskana und ließen sich schließlich in Neapel nieder. Messina starb am 19. Januar 1944 in einem Bauernhof in Masiano einer Fraktion von Pistoia, wohin sie im Winter 1943/44 infolge der alliierten Luftangriffe auf Pistoia geflüchtet war.

## Wiederentdeckung
Nach ihrem Tod geriet Maria Messina in Vergessenheit. 1979 wurde ihr Briefwechsel mit Giovanni Verga herausgegeben. Zwei Jahre darauf ließ Leonarda Sciascia das Bändchen Casa paterna mit noch ungedruckten Erzählungen Messinas bei Sellerio in Palermo herausgeben und steuerte ein Vorwort dazu bei. 1982 folgte im selben Verlag die Neuauflage des Romans La casa nel vicolo, 1988 des Erzählbands Piccoli gorghi und 1989 von Il guinzaglio und Ragazze siciliane unter dem Titel Gente che passa („Passanten“). 1990 erschien mit Das Haus in der Gasse zum ersten Mal eine deutsche Übersetzung. Maja Pflug übersetzte in der Folge auch eine Auswahl von Erzählungen, die 1992 unter dem Titel Der zerronnene Traum erschien, und 1994 den ein Jahr zuvor auf Italienisch neu aufgelegten Roman L’amore negato als Jede Einsamkeit ist anders. 2024 erschienen zwei Übersetzungen des Romans Un fiore che non fiorì.

## Werke

### Erzählsammlungen
- Pettini-fini („Feine Kämme“), 1909.
- Piccoli gorghi („Kleine Strudel“), 1911, 13 Erzählungen.
- Le briciole del destino („Die Krümel des Schicksals“), 1918.
- Il guinzaglio („Die Leine“), 1921, 15 Erzählungen.
  - Der zerronnene Traum. Erzählungen. Aus dem Italienischen von Maja Pflug. Arche, Zürich 1992, ISBN 978-3-7160-2146-0.
  - Der zerronnene Traum. Erzählungen. Aus dem Italienischen von Maja Pflug. Fischer, Frankfurt am Main 1997, ISBN 978-3-596-13048-1, S. 49–185.
- Personcine („Persönchen“), 1921, 12 Erzählungen.
- Ragazze siciliane („Sizilianische Mädchen“), 1921, 8 Erzählungen.
  - Der zerronnene Traum. Erzählungen. 1997, S. 186–280.
- Casa paterna („Väterliches Haus“), posthum, 3 Erzählungen.
  - Der zerronnene Traum. Erzählungen. 1997, S. 7–48.

### Romane
- Alla deriva („Sich treiben lassen“), 1920.
- Primavera senza sole („Frühling ohne Sonne“), 1920.
- La casa nel vicolo („Das Haus in der Gasse“), 1921.
  - Das Haus in der Gasse. Roman. Aus dem Italienischen von Ute Lipka. Arche, Zürich 1990, ISBN 978-3-7160-2103-3.
  - Das Haus in der Gasse. Roman. Aus dem Italienischen von Ute Lipka. Fischer, Frankfurt am Main 1996, ISBN 978-3-596-13047-4.
  - Das Haus in der Gasse. Roman. Aus dem Italienischen von Ute Lipka. Nachwort von Christiane Pöhlmann. Friedenauer Presse, Berlin 2024, ISBN 978-3-7518-8017-6.
- Un fiore che non fiorì, 1923.
  - Eine Blume, die nicht blühte. Aus dem Italienischen von Leopold Federmair. PalmArtPress, Berlin 2024, ISBN 978-3-96258-187-9.
  - Eine Blume ohne Blüte. Aus dem Italienischen von Christiane Pöhlmann. Friedenauer Presse, Berlin 2024, ISBN 978-3-7518-8021-3.
- Le pause della vita, 1926.
- L’amore negato, 1928.
  - Jede Einsamkeit ist anders. Roman. Aus dem Italienischen von Maja Pflug. Arche, Zürich 1994, ISBN 978-3-7160-2177-4.
  - Jede Einsamkeit ist anders. Roman. Aus dem Italienischen von Maja Pflug. Fischer, Frankfurt am Main 1997, ISBN 978-3-596-13049-8.

### Kinderliteratur
- I racconti di Cismè, 1912.
- Pirichitto, 1914.
- I figli dell’uomo sapiente, 1915.
- Cenerella, 1918.
- Il galletto rosso e blu, 1921.
- Il giardino dei Grigoli, 1922.
- I racconti dell’Avemmaria, 1922.
- Storia di buoni zoccoli e di cattive scarpe, 1926.